# 需求的所得彈性
需求的收入弹性 在经济学中，指衡量一种財貨的需求对消费者收入变化的反应程度。低档商品需求的收入弹性为负值，即如果收入增加，对起需求则会随之减少。
劣等財、必需品和奢侈品中，所得彈性為零者為所得中性物（中性財），收入弹性为负的財貨定义为劣等財，收入弹性为正的物品定义为正常財。
用数学表达则为：若  0 ≤ 需求的收入弹性 ≤ 1，这类物品为必需品，若需求的收入弹性＞ 1，这类物品为奢侈品。